# NGC 2621
NGC 2621 est une galaxie spirale relativement éloignée et située dans la constellation du Cancer. NGC 2621 a été découverte par l'astronome allemand Albert Marth en 1865.

## Caractéristiques
Sa vitesse par rapport au fond diffus cosmologique est de 8 905 ± 17 km/s, ce qui correspond à une distance de Hubble de 131,3 ± 9,2 Mpc (∼428 millions d'al).
Selon la base de données Simbad, NGC 2621 est une galaxie LINER, c'est-à-dire une galaxie dont le noyau présente un spectre d'émission caractérisé par de larges raies d'atomes faiblement ionisés.